# رالف لويس نولز
رالف لويس نولز (بالإنجليزية: Ralph Lewis Knowles) هو أستاذ جامعي أمريكي، ولد في 9 ديسمبر 1928 في كليفلاند في الولايات المتحدة.